# 安继刚
安继刚（1938年1月18日—），生于上海法租界，原籍天津，核技术及应用专家，中国工程院院士，清华大学核研院核技术所研究员、博士生导师、所长。
安继刚是中国充气电离室领域的主要开创者，在反应堆及核表仪的发展上作出了贡献。

## 履历
安继刚早年曾就读于上海市南洋模范中学小学部。1959年，毕业于清华大学工程物理系实验核物理专业。2005年，当选中国工程院院士。

## 家庭
- 父亲：安绍芸，著名会计学教授。1923年毕业于清华学堂留美。[1]1926年从威斯康星大学获得经济学硕士学位，同年受聘复旦大学。[4]
- 哥哥：安继光，少将，中国著名空气动力专家。[1]1952年毕业于上海交通大学航空系。[4]